# Land Wursten
Land Wursten er en Samtgemeinde (fælleskommune eller amt) i den tyske delstat Niedersachsen. Den ligger omkring 20 km sydvest for Cuxhaven, og 15 km nord for Bremerhaven. Administrationen ligger i byen Dorum.
Samtgemeinde Land Wursten består af følgende kommuner:
1. Cappel
2. Dorum1
3. Midlum
4. Misselwarden
5. Mulsum
6. Padingbüttel
7. Wremen